# Hugo II Cypryjski
Hugo II Cypryjski, Hugo II de Lusignan (ur. 1253, zm. 5 grudnia 1267) – syn Henryka I i jego trzeciej żony, Placencji z Antiochii. Król Cypru od 1253 do 1267.
"Przejął” rządy w wieku dwóch miesięcy – jego matka była regentką. W 1258 jego wuj Boemund VI w jego imieniu zgłosił pretensje do tronu Jerozolimy, rządzonej wtedy przez inne dziecko – Konradyna Hohenstaufa. Hugona poparł Jan z Ibelinu, hrabia Jafy, Templariusze i Krzyżacy, a Konradyna – Szpitalnicy i różni prawnicy. Hugo został następcą tronu Jerozolimy i odziedziczyłby tron w razie bezdzietnej śmierci Konradyna. Jego matka Placencja została zaś mianowana regentką Jerozolimy. W 1261 zmarła matka Hugona. Regencję na Cyprze przejął Hugo de Lusignan z Antiochii, 25-letni brat cioteczny Hugona II, a jego matka, Izabela z Lusignan, została regentką Królestwa Jerozolimskiego.
Hugo II został zaręczony i prawdopodobnie poślubił Izabelę z Ibelinu, ale małżeństwo nie zostało nigdy skonsumowane. Zmarł bezdzietnie w 1267, w wieku 14 lat i został pochowany w kościele dominikanów w Nikozji. Po jego śmierci Królestwo odziedziczył Hugo de Lusignan z Antiochii jako Hugo III Cypryjski, mimo że na następcę wyznaczono wcześniej innego brata ciotecznego Hugona II – Hugona de Brienne (ok. 1240–1296), syna Marii Cypryjskiej (starszej ciotki zmarłego).